# 拉斯姆斯·烏爾茨
拉斯姆斯·烏爾茨（丹麥語：Rasmus Würtz；1983年9月18日—）是一位丹麥足球運動員。在場上的位置是中場。他現在效力於丹麥足球超級聯賽球隊阿爾堡足球俱樂部。他也曾代表丹麥國青隊參加賽事。